# Franciszek Kotus-Jankowski
Franciszek Kotus-Jankowski (właśc. Franciszek Kotus), ps. Jankowski, Stefan (ur. 28 stycznia 1891 w Warszawie, zm. 19 stycznia 1958 w Gdańsku) – polski działacz komunistyczny, prezydent Gdańska (1945–1946).

## Życiorys

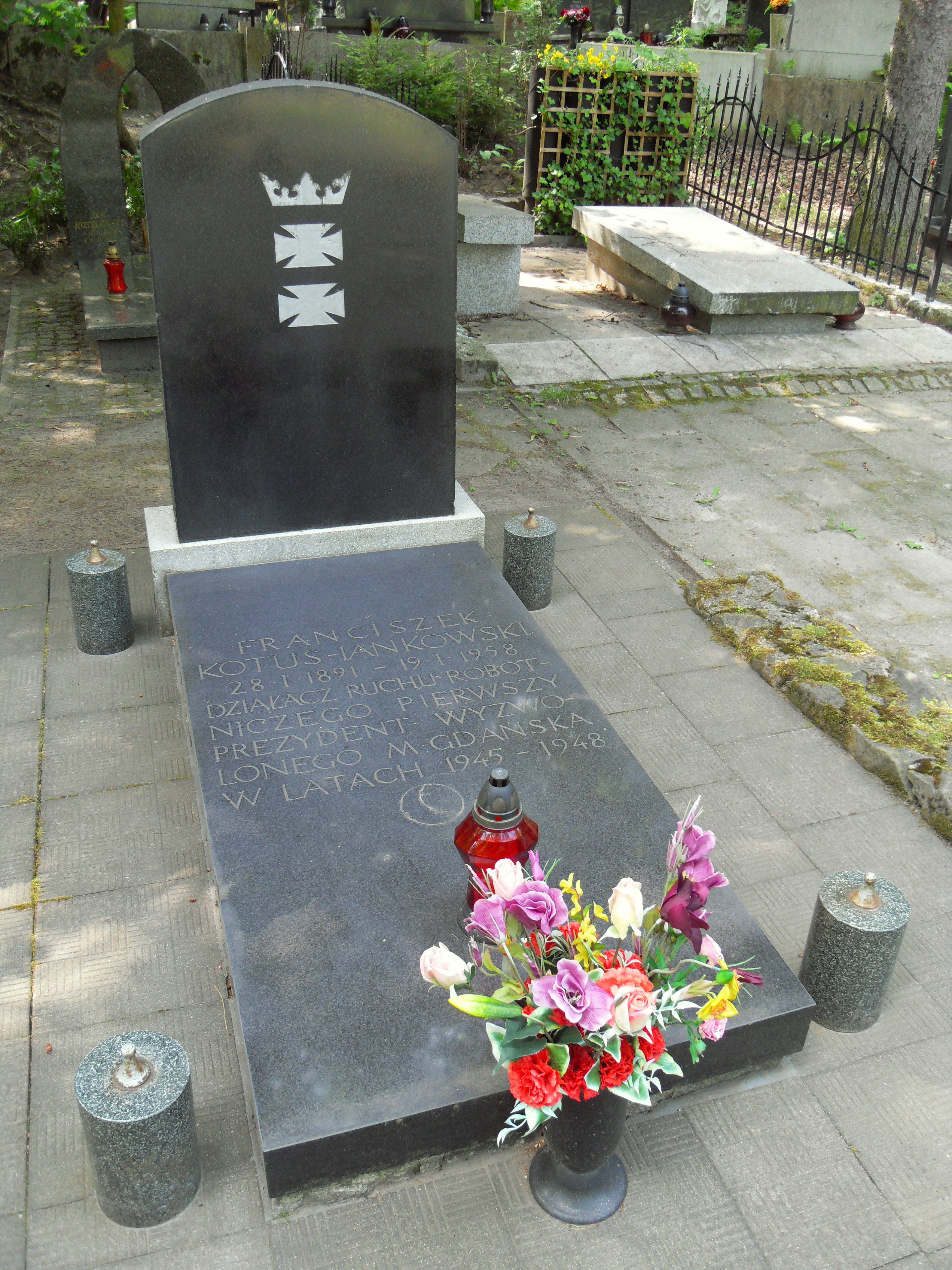
Grób na gdańskim Cmentarzu Srebrzysko

W okresie zaborów był związany z Socjaldemokracją Królestwa Polskiego i Litwy. Za działalność rewolucyjną był kilkakrotnie aresztowany, a w 1911 skazany na zesłanie do guberni wiackiej, był także więziony w Warszawie i Saratowie. W czasie I wojny światowej pracował w Radzie Pomocy Ofiarom Wojny w Moskwie, włączył się również w prace piotrogrodzkiego oddziału SDKPiL. Wziął udział w rewolucji październikowej.
W dwudziestoleciu międzywojennym pracował w Kasie Chorych i Zakładzie Ubezpieczeń Społecznych. Działał w Komunistycznej Partii Polski od stycznia 1919. Pracował w Centralnej Technice KPP. Członek Komitetu Warszawskiego MOPR.
W latach 1945–1946 sprawował urząd prezydenta Gdańska. Po odejściu z funkcji był dyrektorem naczelnym Państwowych Zakładów Samochodowych Nr 6 w Gdyni (1946-1948) i ponownie pracował w ZUS, w którym 1 września 1949 został kierownikiem Wydziału Administracyjno-Gospodarczego w Gdańsku.
Odznaczony m.in. Orderem Sztandaru Pracy II klasy i Krzyżem Kawalerskim Orderu Odrodzenia Polski. Został pochowany w Alei Zasłużonych na gdańskim Cmentarzu Srebrzysko (rejon II).